# Чернышёво (Архангельская область)
Чернышёво — деревня в Вельском районе Архангельской области России. Входит в состав Пуйского сельского поселения.

## География
Деревня находится в южной части Архангельской области, в таёжной зоне, в пределах северной части Русской равнины, на левом берегу реки Ваги, к востоку от автодороги М8, на расстоянии примерно 43 километров (по прямой) к северо-востоку от города Вельска, административного центра района.
Климат
Климат характеризуется как умеренно континентальный, с прохладным и дождливым летом. Средняя температура воздуха самого холодного месяца (января) составляет −12,7 °C; самого тёплого месяца (июля) — 18 °C. Среднегодовое количество атмосферных осадков составляет 763,7 мм.
Часовой пояс
Чернышёво, как и вся Архангельская область, находится в часовой зоне МСК (московское время). Смещение применяемого времени относительно UTC составляет +3:00.

## История
В «Списке населенных мест Российской империи», изданном в 1861 году, населённый пункт упомянут как деревня Чернешевская (Черношевская) Шенкурского уезда (1-го стана), расположенная в 87 верстах от уездного города Шенкурска. В деревне насчитывалось 5 дворов и проживало 57 человек (24 мужчины и 33 женщины).
По состоянию на 1920 год, в Черношевской имелось 14 дворов и проживало 78 человек (25 мужчин и 53 женщины). В административном отношении деревня входила в состав Воскресенского общества Воскресенской волости Шенкурского уезда.

## Население
| 2002 | 2010 | 2012 | 2014 |
| ---- | ---- | ---- | ---- |
| 0    | ↗3   | →3   | →3   |